# Politique étrangère de la Macédoine du Nord
La politique étrangère de la Macédoine du Nord, ou diplomatie macédonienne, est la politique menée par la Macédoine du Nord vis-à-vis des autres pays en vue de favoriser ses intérêts géostratégiques, politiques, et économiques.
La Macédoine du Nord possède un consulat ou une ambassade dans 38 États étrangers et elle entretient des relations diplomatiques avec 167 États. Elle est membre de nombreuses organisations internationales, comme l'ONU, le Conseil de l'Europe, la Banque des règlements internationaux, le FAO, Interpol, l'Unesco ou encore l'Organisation internationale de la francophonie. Le pays est devenue le 30e état membre de l'OTAN le 27 mars 2020 après avoir déposé sa candidature en 1999, mais son adhésion a été initialement bloquée par le veto de la Grèce en 2008. La République de Macédoine a aussi obtenu le statut de candidat à l'adhésion à l'Union européenne en 2004, mais aucune négociation n'a encore commencé, malgré les recommandations formulées par la Commission européenne depuis 2009. Le principal obstacle a longtemps été le différend du nom avec la Grèce, résolu en février 2019 par l'accord de Prespa et le changement de nom du pays en Macédoine du Nord.
De manière générale, le pays entretient des relations chaleureuses avec les États de l'Otan et de l'Union européenne, mais les rapports avec les États voisins, notamment la Grèce, la Serbie, la Bulgarie et l'Albanie, sont parfois assombries par des divergences de points de vue historiques, culturels ou ethniques. En revanche, ces divergences unissent la Macédoine du Nord et la Turquie, le meilleur allié de la république depuis son indépendance.

## Républiques ex-yougoslaves

### Bosnie-Herzégovine
La Bosnie-Herzégovine et la Macédoine du Nord n'ont aucun différend qui pourrait entraver leur coopération et ont donc d'excellentes relations. Les deux pays suivent le même chemin vers l'accession à l'Otan et l'Union européenne. La Bosnie coopère activement pour mener à bien l'enquête autour de la mort de Boris Trajkovski, président macédonien mort dans un accident d'avion près de Mostar en 2004.

### Croatie
Les relations entre la Croatie et la Macédoine du Nord sont excellentes. Les deux pays collaborent sur le plan économique et régional et la Croatie soutient l'adhésion macédonienne à l'Otan et offre son soutien pour l'adhésion à l'Union européenne. Enfin, les deux sont engagées côte à côte en Afghanistan.

### Kosovo
La Macédoine du Nord a reconnu l'indépendance du Kosovo en 2009, soit un an après la proclamation d'indépendance, car les deux pays avaient au départ un différend à propos de leur frontière commune. Depuis, les relations entre les deux pays sont bonnes bien qu'encore balbutiantes sur le plan économique. La Macédoine du Nord encourage officiellement la reconnaissance du Kosovo par les autres États du monde.

### Monténégro
Le Monténégro et la Macédoine du Nord ont de bonnes relations et ils collaborent ensemble sur le plan militaire.

### Serbie
Les relations avec la Serbie sont plutôt riches sur le plan économique et scientifique et les deux pays poursuivent un même but, l'intégration européenne. Néanmoins, l'existence de l'Église orthodoxe macédonienne, non reconnue par le Patriarcat de Serbie qui considère le pays sous sa juridiction, ainsi que la reconnaissance de l'indépendance du Kosovo par la Macédoine du Nord sont des points sensibles entre les deux pays. Les Macédoniens se plaignent aussi d'une certaine condescendance de la part des Serbes, qui, avant la proclamation de la République socialiste de Macédoine en 1944, considéraient le pays comme faisant partie de la Serbie. Malgré ces différents, les deux États sont désireux d'amplifier leurs relations.

### Slovénie
La Slovénie soutient les candidatures macédoniennes à l'Union européenne ainsi qu'à l'Otan et les deux pays collaborent activement sur les plans économique et éducatif. Les deux républiques ont de nombreuses visions communes sur l'avenir de la région et leurs relations sont très bonnes.

## Voisins balkaniques

### Albanie
Les relations avec l'Albanie sont délicates‚ en cause‚ la difficile relation entre le gouvernement macédonien et la minorité albanaise qui se dit discriminée. En janvier 2001 des affrontements entre guérilla albanaise et armée macédonienne tuèrent une centaine de militaires macédoniens. Un cessez-le-feu fut conclu et la minorité albanaise a obtenu des écoles en albanais et une représentation au sein des forces armées‚ de la police‚ du gouvernement ainsi que des posts publiques. Malgré cela la situation reste tendue et des affrontements sporadiques se produisent encore entre l'armée macédonienne et la guérilla albanaise dans le nord et l'est du pays. En mai 2015 une dizaine de soldats macédoniens furent tués en entrant dans le quartier albanais de la ville de Kumanovo. Cependant quelques projets économiques furent évoqués, mais les échanges économiques sont freinés par le manque d’infrastructures transfrontalières. Une autoroute et une voie ferrée reliant Skopje à Tirana sont d'ailleurs en projet. Les deux pays ont en commun le désir d'intégration européenne.

### Bulgarie

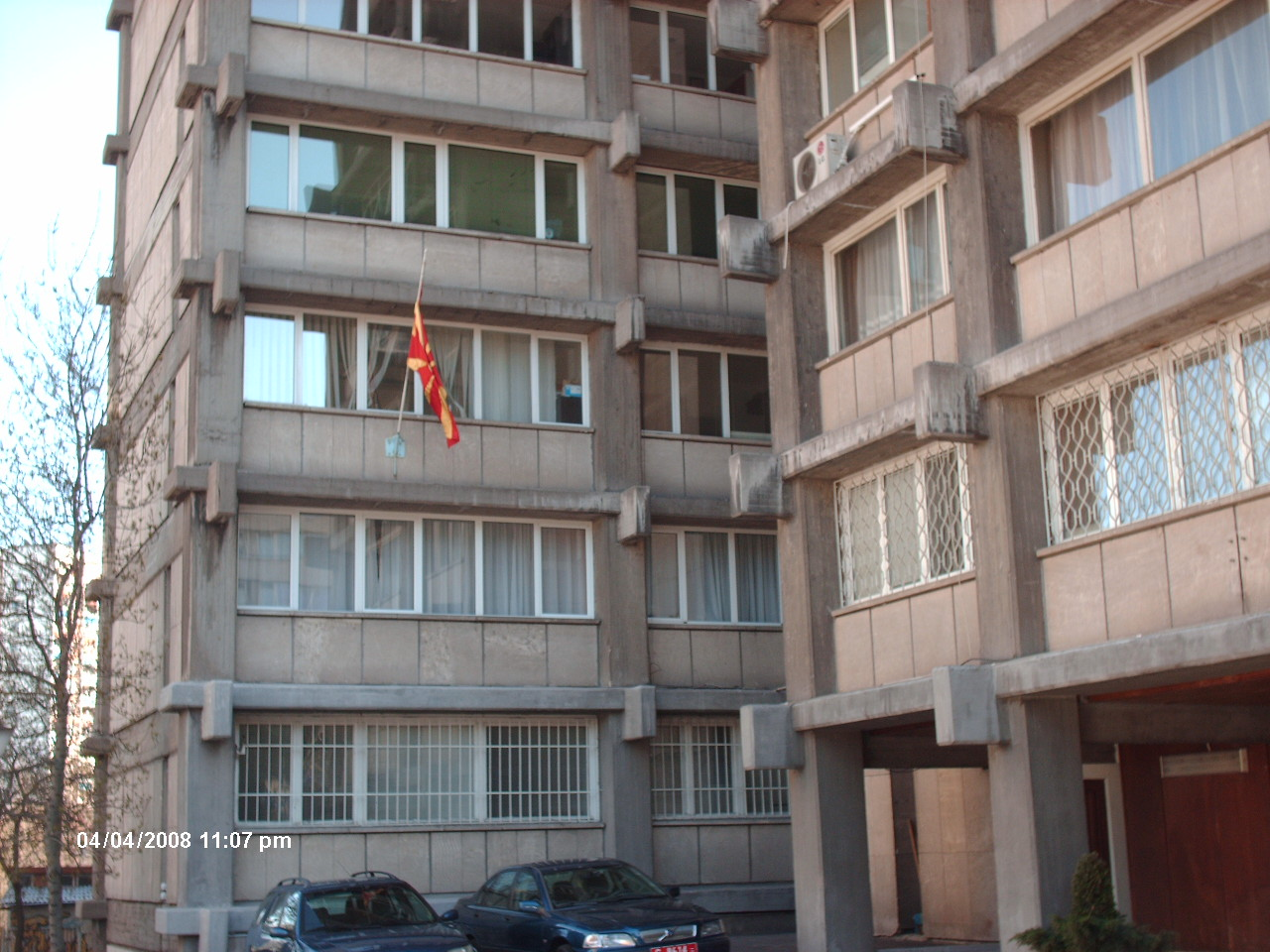
L'ambassade de la Macédoine à Sofia.

Les relations entre la Macédoine du Nord et la Bulgarie sont plutôt bonnes, mais il existe aussi des différends à propos de visions historiques, notamment sur l'existence de la langue macédonienne, considérée comme un simple dialecte par les Bulgares, et sur l'ethnicité de plusieurs personnages historiques nés en Macédoine du Nord avant que la nation macédonienne ne soit reconnue (les Macédoniens étaient alors considérés la plupart du temps comme bulgares). Les Macédoniens et les Bulgares s'accusent ainsi mutuellement de voler le patrimoine culturel de l'autre.

### Grèce
Les relations entre la Grèce et la Macédoine du Nord sont conflictuelles à cause du différend autour du nom de « Macédoine », mais les deux pays ont des liens économiques importants et le désaccord sur le nom occupe une place mineure depuis 1995 et l'entrée de la République de Macédoine aux Nations unies sous le nom d'« ancienne république yougoslave de Macédoine » (ARYM).
Lorsque la Macédoine du Nord a pris son indépendance en 1991, elle s'est tout de suite heurtée à l'hostilité de la Grèce. Celle-ci s'opposait au nom même du nouvel État, à son drapeau, arborant le soleil de Vergina, symbole de Philippe II de Macédoine et à des passages de la Constitution qui pouvaient impliquer une ingérence dans les affaires grecques voire des prétentions territoriales sur la Macédoine grecque. Afin que le nouvel État change ses symboles, la Grèce a lancé une campagne contre sa reconnaissance internationale et a bloqué son adhésion à des organismes internationaux. En l'absence de changement de la part de la Macédoine, elle a finalement engagé un blocus économique en 1994. Les deux pays acceptent toutefois de signer les accords de New York en 1995, et en échange de la réouverture de la frontière gréco-macédonienne, la Macédoine du Nord s'engage à changer de drapeau.
Le conflit à propos du nom n'est toutefois alors pas résolu puisque la Macédoine est membre de l'Onu sous un nom provisoire, Ancienne République yougoslave de Macédoine, abrégé en ARYM, ou en anglais Former Yugoslav Republic of Macedonia et FYROM. La Grèce conduit toujours des actions contre la Macédoine du Nord, en empêchant par exemple son adhésion à l'OTAN. Cependant, plus de 125 pays dans le monde, parmi lesquels les États-Unis, la Russie, le Royaume-Uni ou la Chine, reconnaissent alors la République de Macédoine sous son nom constitutionnel,,,.
Le conflit, pacifique, est résolu en février 2019 par l'accord de Prespa et le changement de nom du pays en Macédoine du Nord.

## Autres États

### Australie
L'Australie compte une importante communauté macédonienne mais n'a pas de grandes relations avec la Macédoine du Nord. Le fort antagonisme entre communautés grecque et macédonienne d'Australie empêche des prises de position claires pour le gouvernement australien. Les gouvernements des deux pays souhaitent toutefois normaliser et amplifier leurs relations.

### Chine
Les relations avec la Chine sont faibles mais les deux États souhaitent les intensifier et ont signé divers accords sur l'économie, la technologie et l'agriculture.

### États-Unis

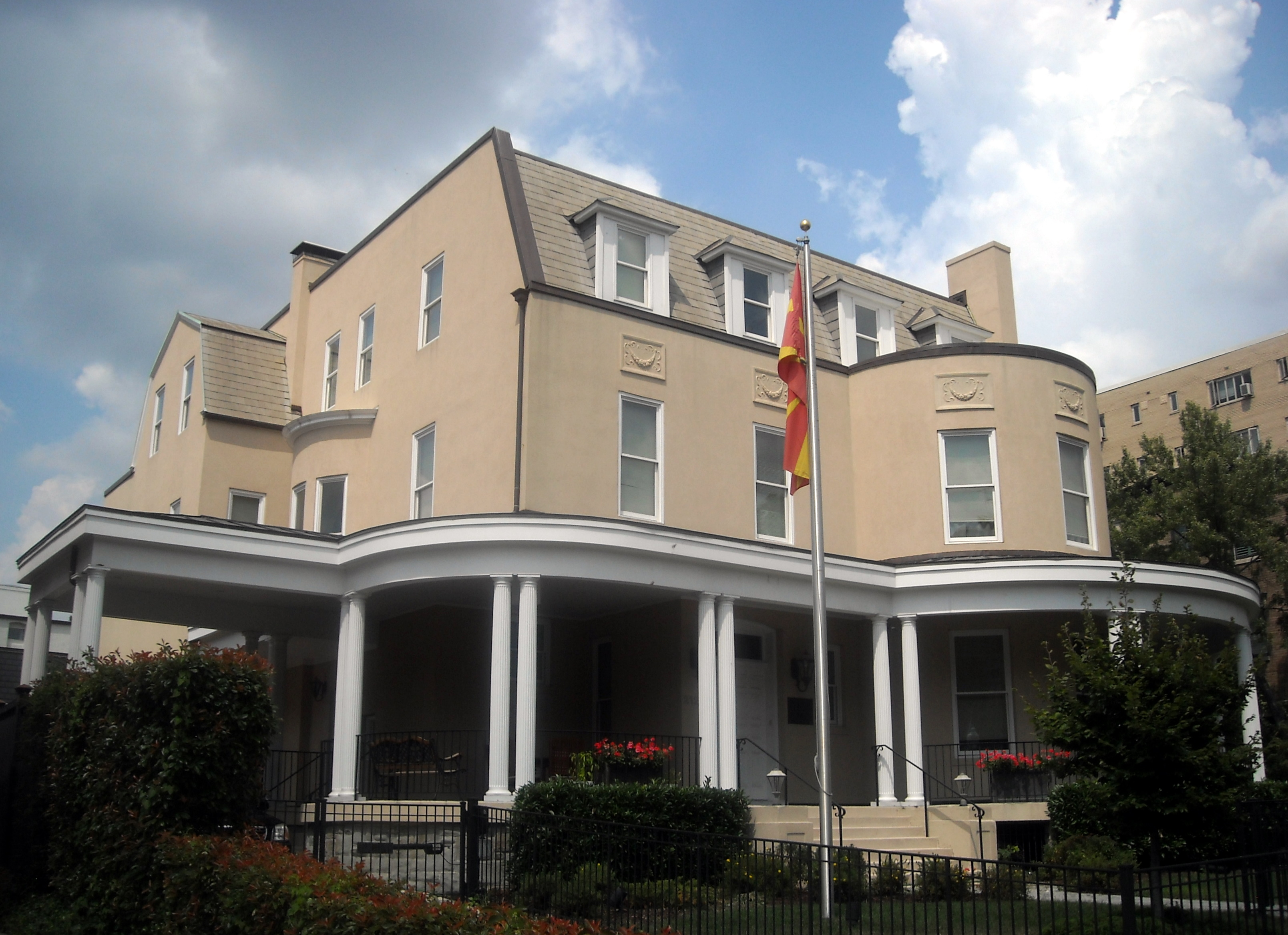
L'ambassade macédonienne à Washington.

Les États-Unis entretiennent de bonnes relations avec la Macédoine du Nord et la reconnaissent sous son nom constitutionnel depuis 2004. Les Américains apportent un soutien non négligeable dans la construction d'un régime démocratique et d'une économie solide en Macédoine du Nord. L'armée macédonienne a enfin participé à la guerre d'Irak.

### Russie
La Russie est un allié pour les Macédoniens et reconnaît le pays sous son nom constitutionnel pendant le conflit sur le nom du pays. Différents efforts sont entrepris pour amplifier les relations entre les deux pays, comme la suppression des visas en été pour les Russes qui visitent la Macédoine du Nord. Cette dernière est incluse dans le projet de pipeline russe South Stream.

### Turquie
La Turquie est considérée comme le meilleur et le plus ancien allié de la Macédoine du Nord. Cette dernière a par ailleurs fait partie de l'Empire ottoman pendant 500 ans. Le ciment de l'amitié turco-macédonienne est l'hostilité de la Grèce vis-à-vis des deux pays. Les échanges économiques avec la Turquie sont toutefois plus faibles que ceux avec la Grèce, même s'ils augmentent sensiblement. Enfin, par peur de voir sa culture menacée, l'importante minorité albanaise de Macédoine du Nord est plutôt méfiante vis-à-vis de la présence turque, malgré une religion commune.